# Музыка Турции
Музыка Турции состоит преимущественно из тюркских элементов; частичное влияние оказала центральноазиатская народная музыка, арабская музыка, греческая музыка, османская музыка, персидская музыка и балканская музыка. В современной музыке также присутствуют элементы европейской и американской поп-музыки.
Корни традиционной музыки в Турции простираются на протяжении веков до того времени, когда турки-сельджуки мигрировали в Анатолию и Персию в XI веке. Больша́я часть современной популярной турецкой музыки формируется в начале 1930-х годов, когда турецкие композиторы начали стремиться к вестернизации.
С ассимиляцией в Турции иммигрантов из разных регионов расширялось разнообразие музыкальных жанров и музыкальных инструментов. В Турции на основе задокументированной народной музыки также стали записывать популярную музыку, выпущенную в этнических стилях греческой, армянской, албанской, польской, азербайджанской и еврейской общин. Многие турецкие крупные и небольшие города имеют местные музыкальные сцены, которые пишут музыку в ряде региональных музыкальных стилей. Несмотря на это, западная поп-музыка уступила в популярности турецкой арабеске в конце 1970-х и 1980-х годах. Западная поп-музыка снова стала популярной к началу 1990-х годов после того, как экономика и общество в Турции стали более открытыми. Благодаря поддержке Сезен Аксу возрождение популярности поп-музыки привело к появлению нескольких звёзд турецкой эстрады с международной известностью, таких как Таркан и Сертаб Эренер. В конце 1990-х годов также наблюдалось появление андеграундной музыки, создающей турецкую альтернативную рок-музыку, электронную музыку, хип-хоп, рэп и танцевальную музыку в противовес основным корпоративным жанрам поп-музыки и арабески.

## Классическая музыка
Османская придворная музыка имеет большую и разнообразную систему режимов или шкал, известных как макам, и другие правила музыкальной композиции. Ряд систем обозначений использовался для передачи классической музыки, наиболее доминирующей из которых является нотопись Амбарцума, используемая до постепенного введения западной нотописи. Турецкая классическая музыка преподаётся в консерваториях и общественных клубах, самым уважаемым из которых является Музыкальное сообщество Ускюдара в Стамбуле.
Специфической последовательностью классических турецких музыкальных форм становится фасыл (тур. fasıl — «глава»), сюитой инструментального вступления (пешрев), инструментального завершения (саз семаиси), а между ними — основной раздел вокальных композиций, который начинается с вокала и акцентируется инструментальными импровизациями (таксим). Полный концерт фасыла будет включать четыре различные инструментальные формы и три вокальные формы, включая лёгкую классическую песню (шаркы). Строго классический фасыл остаётся одним и тем же макамом на всём протяжении, начиная с вводного таксима и обычно заканчивая танцевальной мелодией (оюн хавасы). Однако более короткие древние композиции, предшественники современных песен, являются частью этой традиции, многие из которых очень старые, начиная с XIV века; многие из них новее, особенно популярным был автор песен XIX века Хаджи Ариф-бей.
Известные композиторы и исполнители жанра
Другими сторонниками жанра турецкой классической музыки являлись, в частности, Деде Эфенди, Дмитрий Кантемир, Амбарцум Лимонджян, Татьос Эксерджян, Селим III и Сулейман I.
Наиболее известными современными турецкими исполнителями песен под классическую музыку являются Мюнир Нуреттин Сельчук, Бюлент Эрсой, Зеки Мюрен, Мюзейен Сенар.
Действуют Президентский симфонический оркестр, Стамбульский государственный симфонический оркестр, Билькентский симфонический оркестр.

### Музыкальные инструменты
Традиционные инструменты в турецкой классической музыке сегодня включают танбур — щипковую лютню с длинным грифом, най — флейту с продольным отверстием на конце, кеманчу — согнутую скрипку, уд — щипковую необлицованную лютню с коротким грифом, канун — щипковую цитру, скрипку и, в музыке Мевлеви — ударный инструмент кудюм и арфу.

### Османская гаремная музыка: танец живота

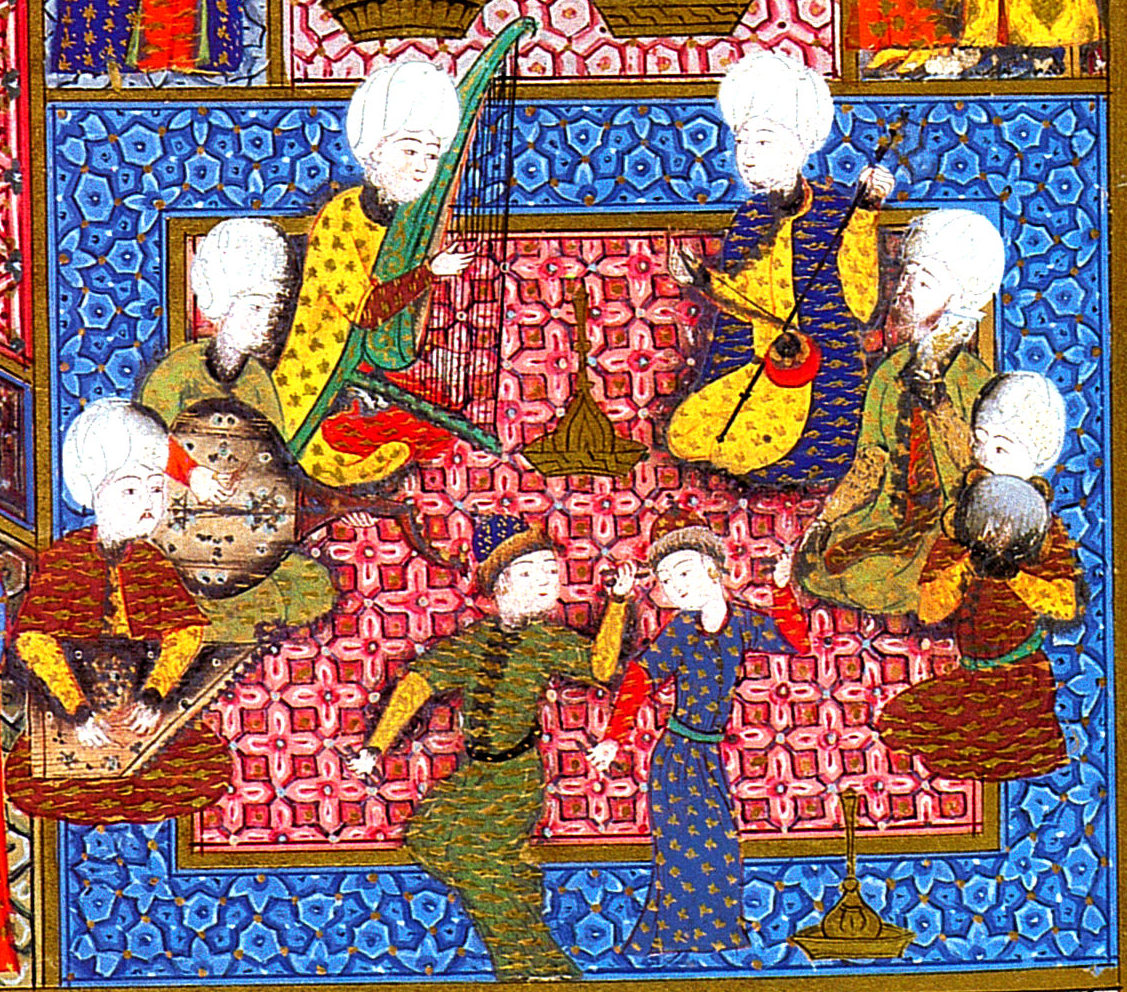
Танцовщики исполняют танец живота в гареме

Между макамом в османских дворах и мелодиями в османских гаремах образовался вид танцевальной музыки, отличающийся от фасыла и оюн хавасы. В Османской империи гарем был той частью дома, который отделял женщин от семьи. В гаремы невенчанные мужчины не допускались. Евнухи охраняли гаремы султана, которые были довольно большими, в том числе несколько сотен женщин, которые были жёнами и наложницами.
Там женщины-танцовщицы и музыканты развлекали женщин, живущих в гареме. Танец живота исполнялся женщинами для женщин. Такие танцовщицы известны как раккасе (тур. rakkase — «танцовщица») и почти никогда не появлялись публично.
Этот вид гаремной музыки был выведен из покоев султана для публики уличными артистами-мужчинами и нанятыми танцорами в Османской империи — раккасами (тур. rakkas — «танцор»). Эти танцоры публично выступали для свадебных торжеств, праздников, фестивалей и в присутствии султанов.
Современный восточный танец в Турции происходит от этой традиции османских раккас. Его ошибочно сравнивают с греческим танцем живота цифтетели и называют на турецкий манер — чифтетелли. Тем не менее, чифтетелли теперь является видом народной музыки, — с песнями, которые описывают их местное происхождение, в то время как раккас, как следует из названия, имеет ближневосточное происхождение. Танцоры также известны игрой на кимвале — музыкальном инструменте из двух тарелок, также известном как сагаты.

### Влияние цыганской музыки

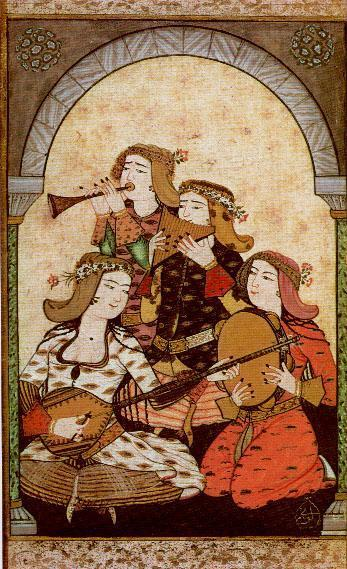
Женщины-музыканты в османском дворе

Городская музыка цыган оказала влияние на классическую турецкую музыку посредством локальной культуры в мейхане и тавернах Турции. Этот вид музыки — фасыл (не путать с музыкальной формой классической турецкой музыки фасыл) — с едой и алкогольными напитками, ассоциируют с низшим классом турецкого общества, хотя в современности музыка фасыл также может звучать в более респектабельных заведениях.
Цыганская музыка также повлияла на музыкальную форму фасыл. В концертах танцевальная музыка, необходимая в конце каждого фасыла, включена в османские раккасы или мотивы танца живота. Ритмический остинато, сопровождающий инструментальную импровизацию (ритимли таксим) для живота, параллелен ритму классической газели, вокальной импровизации в свободном ритме с ритмическим сопровождением. Популярные музыкальные инструменты в этом виде фасыла — кларнет, скрипка, канун и дарбука. Кларнетист Мустафа Кандыралы — известный музыкальный исполнитель данного вида фасыла.

### Янычарская музыка
Янычарские ансамбли (тур. Mehter Takımı) считаются старейшим видом ансамблей военного марша в мире. Отдельные инструменталисты были упомянуты в надписях Орхуна, которые считаются древнейшими письменными источниками истории Турции, датируемыми VIII веком нашей эры. Тем не менее, они не упоминались как ансамбли до XIII века. Страны Европы с XVI века заимствовали из Турции понятие «ансамбль военного марша».

### Влияние турецкой музыки на западную академическую музыку
Музыкальные отношения между турками и остальной Европой можно проследить на протяжении многих веков, и первым видом музыкального востоковедения был турецкий стиль. Европейские классические композиторы в XVIII веке были очарованы турецкой музыкой, особенно роли, отведённой духовым и ударным инструментам в янычарских ансамблях.
Йозеф Гайдн написал свою Военную симфонию, включив в инструментальный состав турецкие музыкальные инструменты, а также в некоторых из его опер. Турецкие инструменты были включены в Симфонию № 9 Людвига ван Бетховена, и он написал «Турецкий марш» в дополнительный сборник музыки к «Руинам Афин», опера 113. Вольфганг Амадей Моцарт написал «Ronda alla turca» в своей Сонате для фортепиано № 11, а также использовал турецкие мотивы в своих операх, таких как «Хор янычар» из «Похищения из сераля». Следствием влияния турецкой классической музыки стало введение тарелок, большого барабана и колокола в симфонический оркестр, где они встречаются до сих пор. Джазовый музыкант Дейв Брубек написал «Blue Rondo á la Turk» как дань памяти Моцарту и турецкой музыке.

### Влияние западной музыки на турецкую академическую музыку
В то время как европейские военные оркестры XVIII века вводили ударные инструменты янычарских ансамблей, взаимное влияние возникло в XIX веке в виде Ансамбля османской армии. В 1827 году Джузеппе Доницетти, старший брат итальянского оперного композитора Гаэтано Доницетти, был приглашён в качестве учителя музыки к султану Махмуду II. Преемником Доницетти был немецкий музыкант Пол Ланге, бывший музыкальный лектор Американского колледжа для девочек и Немецкой высшей школы в Стамбуле, а затем его сын — Ханс Ланге.
После создания Турецкой Республики передача бывшего Имперского оркестра (осм. Mızıka-ı Hümayun) из Стамбула в новую столицу — Анкару — и переименование его в Президентский оркестр Республики (тур. Riyaset-i Cumhur Orkestrası) ознаменовала вестернизацию турецкой музыки. Название позже было изменено на Президентский симфонический оркестр (тур. Cumhurbaşkanlığı Senfoni Orkestrası).
Его руководителем был Осман Зеки Унгёр, автор музыки к национальному гимну Турции «Марш независимости» (тур. Istiklâl Marşı). Он поддерживал законы, гарантирующие одарённым студентам поддержку государства и выдачу стипендий обучающимся за границей.
Дальнейшее влияние было связано с созданием новой школы для обучения преподавателей музыки западного стиля в 1924 году, переименования Стамбульской восточной музыкальной школы в Стамбульскую консерваторию в 1926 году и отправки талантливых молодых музыкантов за границу для получения музыкального образования. Среди них — известные турецкие композиторы, такие как Джемаль Решит Рей, Ульви Джемаль Эркин, Ахмед Аднан Сайгун, Неджиль Казым Аксес и Хасан Ферит Алнар, которые стали известны как Турецкая пятёрка.
Основание Анкарской государственной консерватории при поддержке немецкого композитора и музыкального теоретика Пауля Хиндемита в 1936 году показало, что Турция с точки зрения музыки хотела быть похожей на Запад. Однако по приказу основателя Турецкой Республики Мустафы Кемаля Ататюрка, следуя своей философии, взятой с Запада, но чтобы оставаться турецкой по существу, широкомасштабная классификация и архивирование образцов турецкой народной музыки со всей Анатолии были запущены в 1924 году и продолжались до 1953 года, в результате чего было собрано около 10 000 народных песен. Венгерский композитор Бела Барток посетил Анкару и юго-восточную Турцию в 1936 году в контексте этих работ.
К 1976 году турецкая классическая музыка пережила эпоху возрождения, и в Стамбуле была создана государственная музыкальная консерватория, которая предоставила классическим музыкантам ту же поддержку, что и народные музыканты. Современными сторонниками западной классической музыки в Турции являются Фазыл Сай, Идиль Бирет, Суна Кан и сёстры Гюхер и Сюхер Пекинель.

## Народная музыка

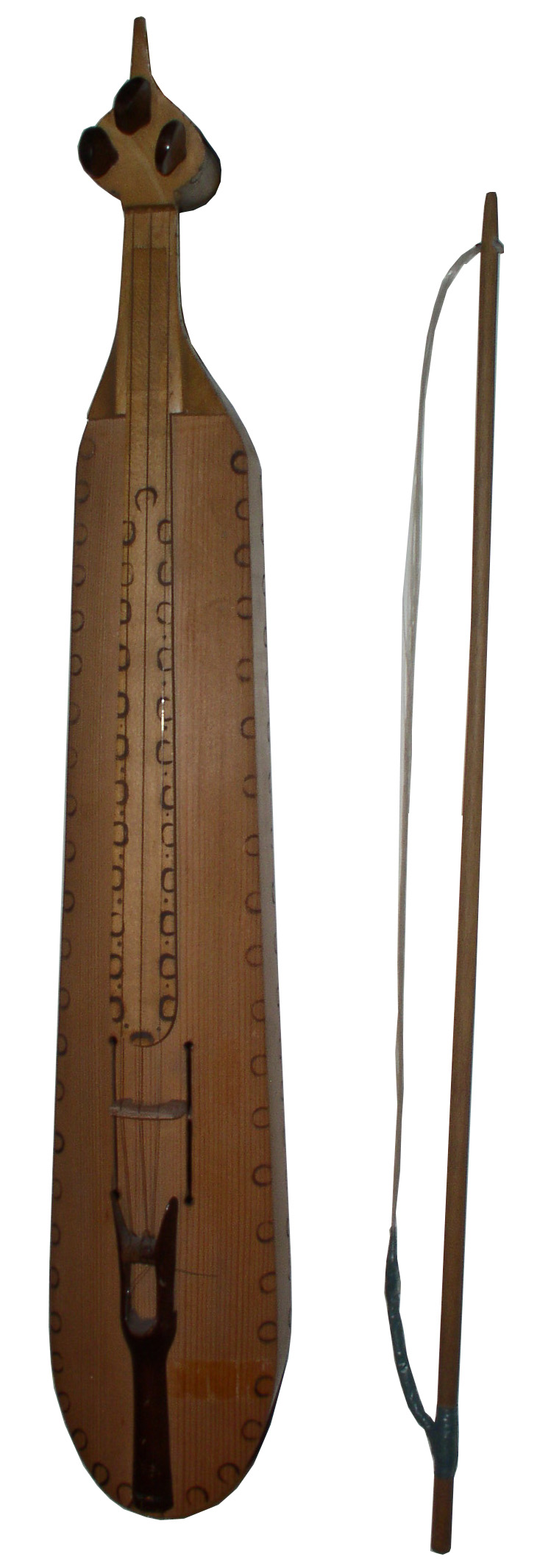
Кеманча

Народная музыка (тюркю) обычно связана с предметами, окружающими повседневную жизнь, и использует менее помпезные темы, чем любовь и эмоции, обычно содержащиеся в её традиционном аналоге — османской придворной музыке.
Большинство песен рассказывают истории о реальных событиях и турецком фольклоре, или развивались благодаря песенным конкурсам поэтов-трубадуров. В соответствии с их происхождением народные песни обычно играют на свадьбах, похоронах и специальных фестивалях.
Региональная народная музыка обычно сопровождает народные танцы, которые значительно различаются по регионам. Например, на церемониях бракосочетания в Эгейском регионе гости танцуют неспешный зейбек, в то время как в других регионах Румелии обычно играет весёлая танцевальная музыка чифтетелли, а в юго-восточных районах Турции халай является обычным видом местной свадебной музыки и танца. Греки из Фракии и Кипра, которые адаптировали музыку чифтетелли, иногда используют её синонимично, чтобы обозначить восточный танец, что указывает на непонимание его корней. Чифтетелли — народный танец, отличающийся от танца сольного исполнения нанятого артиста.
Региональные настроения также затрагивают тему народных песен. Например, народные песни из Черноморского региона в целом жизненные и выражают обычаи региона. В южных регионах характерны жалобные песни и причитания.
Поскольку этот жанр рассматривается как музыка народа, музыканты в социалистических движениях начали адаптировать народную музыку с современными звуками и аранжировками в форме протестной музыки.
В 1970-х и 1980-х годах современные барды, такие как Ашик Вейсель и Махсуни Шериф, исполнявшие традиционную любовную лирику (ашик), отошли от духовных призывов к социально-политически активной лирике.
Другой современный исполнитель, Зюльфю Ливанели, известный в середине 1980-х годов своим новаторством в объединении радикальных стихов поэта Назыма Хикмета с народной музыкой и сельскими мелодиями, был положительно оценён левыми деятелями Турции.
В более поздние времена саз-оркестры, сопровождаемые многими другими традиционными инструментами и слиянием с арабскими мелодиями, сохранили популярные народные песни в Турции.
Музыкальные инструменты

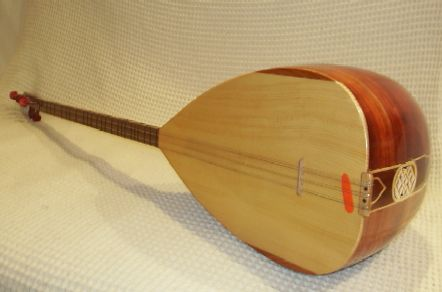
Саз

Народные музыкальные инструменты варьируются от струнных, таких как саз; смычковых, таких как кеманча (тип фортепианной скрипки); перкуссии и духовых, в том числе зурны, ная и давула. Региональные различия имеют важное значение для различных инструментов: например, дарбука в Румелии и кеманча в Восточно-Черноморском регионе. Фольклор Турции чрезвычайно разнообразен, тем не менее, турецкая народная музыка в основном отмечена одним музыкальным инструментом, называемым саз или баглама (тур. bağlama). Традиционно на сазе играют исключительно гастролирующие музыканты — ашуги, известные в Турции как озаны (с тур. ozan — «поэт») или религиозные алевитские трубадуры, называемые ашыками (с тур. aşık — «влюблённый»).
Из-за культурного скрещивания, распространённого во времена Османской империи, саз повлиял на различные культуры в Восточном Средиземноморье, например, на греческую багламу.

### Народная литература
Большое количество народных песен происходит от менестрелей или поэтов-бардов (озан). Они развивают турецкую народную литературу с начала XI века. Музыкальным инструментом, используемым озанами, является саз. Они состязаются в музыкальной рифме с другими озанами, где спор заканчивается поражением менестреля, который не может найти подходящего четверостишия для рифмы в повествуемой истории. Эти народные истории берутся из реальной жизни, фольклора, снов и легенд. Одними из наиболее известных являются озаны, которые ставят слово «ашык» перед своим именем.

### Арабеска
Арабская музыка была запрещена в Турции в 1948 году, но начиная с 1970-х годов иммиграция из преимущественно юго-восточных сельских районов в большие города и, в частности, в Стамбул, привела к новому синтезу культуры. Это изменило музыкальный имидж Стамбула. Старые таверны и музыкальные залы фасыльской музыки должны были закрыться, уступив новому виду музыки. Горожане создали собственный стиль музыки, который в значительной степени присутствовал на Ближнем Востоке. Музыковеды уничижительно назвали этот жанр «арабеской» из-за пронзительного вопля, который характерен для арабского пения.
Популярность арабески в 1980-х годах так сильно выросла, что даже угрожала существованию турецкой поп-музыки с восходящими звёздами, такими как Мюслюм Гюрсес и Ибрахим Татлысес. В жанре есть дополнительные стили, которые включают в себя стиль музыки для танца живота, известный как фантази (с тур. fantazi — «фантазия») от таких певцов, как Гюльбен Эрген, и с такими исполнителями, как Орхан Генджебай, которые добавили англо-американский рок-н-ролл к арабской музыке.
Арабеска не связана с народной музыкой. Она по стилю больше соответствует поп-музыке, основанной на макаме из османской и турецкой классической музыки.

### Религиозная музыка

#### Мечетная музыка
«Мечетная музыка» связана с основной религией в Турции — исламом; включает азан (призыв к молитве), «Kur’an-ı Kerim» (чтение Корана), Мевлит (поэма Вознесения) и илахи (гимны, обычно исполняемые в группах, часто вне мечети). По звучанию музыка мечетей в крупных городских районах часто напоминает классическую турецкую музыку с макамом и поэзией: например, Мевлит, спетый в Голубой мечети в Стамбуле. Суфийская музыка редко ассоциируется с мечетью. Кани Караджа был ведущим исполнителем мечетной музыки в последнее время.

#### Алевитское влияние: ашыкская традиция
Предполагается, что около пятой части турецкого населения являются алевитами, чья народная музыка исполняется видом озанов, называемым ашык, который путешествует с сазом. Песни, которые происходят из центральной части северо-восточного региона Турции, касаются мистических откровений, заклинаний к алевитским святым и зятю пророка Мухаммеда — Али ибн Абу Талибу, почитаемому алевитами.
Средняя Анатолия является родиной бозлака — вида декламативной, частично импровизированной музыки озанов. Нешет Эрташ до сих пор был самым выдающимся современным певцом среднеанатолийской музыки: пел песни большого спектра, в том числе произведения досовременных туркоманских ашыков, таких как Караджаоглан и Дадалоглу, и современных ашыков, таких как его отец — Мухаррем Эрташ. Вокруг города Сивас музыка ашыков имеет более духовный уклон с ритуальными песенными состязаниями, хотя современные озаны вывели ашыкскую музыку на политическую арену.

#### Суфийское влияние: мевлевийская традиция
Последователи Ордена Мевлеви или кружащиеся дервиши — религиозная суфийская секта, уникальная для Турции, но хорошо известная за её пределами.
Дервиши секты Мевлеви танцуют сему (с тур. sema — «небеса»), постоянно кружась под музыку, которая состоит из длинных сложных композиций, называемых айин (с тур. ayin — «обряд»). Эти композиции сопровождались песнями, использующими лирику поэта Джалаладдина Руми. Наиболее известными исполнителями являются Недждет Яшар, Ниязи Саин, Кудси Эргюнер и Омер Фарук Текбилек.

### Народный стиль в регионах
Национальные меньшинства и коренные народы в Турции расширили турецкие народные стили, привнеся свой колорит, в то же время приняв турецкие народные традиции и музыкальные инструменты. Народные песни узнаваемы и различаются по регионам.

#### Эгейский и Румелийский регионы
Румелия относится к области Турции, которая является частью Юго-Восточной Европы. Народные песни из этого региона имеют сходство с балканской, албанской и греческой народной музыкой, особенно у этнических меньшинств и выходцев из Фракии. Кипрская народная музыка также народными мелодиями схожа с этим регионом, например, танцем чифтетелли. Эти виды народных песен также имеют близкое сходство с музыкой османского двора.
Такие города, как Измир, имеют сходные мотивы, такие, например, как музыка для танца зейбек.

#### Черноморский и Каспийский регионы
Среднеазиатские тюркские народы из Каспийского региона оказали огромное влияние на самые чистые и беспримесные формы турецкой народной музыки, в первую очередь азербайджанская и туркменская народная музыка.
Понтийские греки на восточном побережье Черноморского региона имеют свой собственный особый греческий стиль народной музыки, мотивы которой использовала, например, греческая певица Елена Папаризу. Диаспора грекоязычных понтийцев из этого региона представила понтийскую музыку в Греции после 1924 года в рамках обмена населением между Турцией и Грецией. Танцевальный стиль региона использует уникальные методы, такие как странные плечевые толчки и изгибы колена; это такие танцы как герасари, тргона, коц, омал, серра, коцари и тик.

#### Юго-Восточные регионы
Юго-Восточные регионы Турции подвержены влиянию туркменской и армянской музыки и мотивов музыки народа Заза. Обычно это жалобная музыка.

## Канто
Итальянский театр и опера оказали большое влияние на турецкую культуру в XX веке. Как и терминология мореходства, терминология музыки и театра заимствована с итальянского языка. В жаргоне импровизационного театра Стамбула сцена называлась «сахано»; закулисье называлось «коюнту»; задники, изображающие сельскую местность, назывались «боско», аплодисменты — «фури», а песни, исполняемые между актами и пьесами, назывались «канто» (с ит. canto — «пение»).
Импровизированными миниатюрами были постановки о Карагёзе (теневая кукла) и Ортаоюну (вид традиционного турецкого театра под открытым небом) в гораздо более упрощённом виде. Темы, изученные в этом традиционном театральном искусстве, а также их характеристики и стереотипы, использовались в качестве основы для новых импровизационных спектаклей тулуата (импровизированного театра).
Как и их итальянские коллеги, турецкие труппы использовали песни и музыку перед показом, а также между актами, чтобы заинтересовать людей и привлечь клиентов.
Канто — это песни, исполняемые соло или в дуэте, основанные на традиционном восточном макаме, но исполняемые на западных музыкальных инструментах. Развитие канто в Турции имеет два периода. Разделение, особенно с точки зрения музыкальной структуры, очень заметно между ранним канто и канто постреспубликанского периода. Кроме того, можно определить два стиля в ранний период — Галата и Диреклерарасы (районы старого Стамбула). Канто сначала укоренился в мюзиклах жителей района Галата: части города, посещаемой матросами, хулиганами и разнорабочими.
Район Диреклерарасы был довольно оживлённым ночью в течение месяца Рамадан. Именно здесь труппы Кель Хасана и Абди Эфенди, а затем и Нешида, пользовались большой популярностью. Именно под влиянием этих мастеров пришлись золотые годы канто.
Инструментарий оркестра канто состоит из таких музыкальных инструментов как труба, тромбон, скрипка, ударные и тарелки. Оркестр играет популярные песни и марширует перед театром примерно за час до спектакля, чтобы заинтересовать публику. Антракт заканчивается измирским маршем, что является признаком того, что спектакль близится к концу.
Певцы канто этого периода также были композиторами. Создавались очень простые мелодии. Тематика песен сильно зависела от напряжённости между мужчинами и женщинами, а также отражала актуальные события. Композиции были в таких фундаментальных макамах, как Раст, Хюззам, Хиджаз, Хюсейни и Нихавент. Песни канто запоминаются как именами их переводчиков, так и их создателями — такими артистами, как Перуз, Шамран, Камелья, Элени, Маленькая и Большая Амелья, Мари Ферха и Виржин.
Искусство и культурная жизнь приобрели новые масштабы с изменениями, вызванными формированием Турецкой Республики в 1923 году. Это был период быстрой трансформации, и её последствия были широко распространены. Турецкие женщины наконец-то завоевали свободу, чтобы появиться на сцене, нарушив монополию, ранее принадлежащую румам (грекам из Стамбула) и армянским женщинам, которые выступали в музыкальном и не музыкальном театре. Учреждения, такие как Дарюлбедайи (Стамбульский городской театр) и Дарулельхан (Стамбульская музыкальная консерватория), уже выпускают обученных артистов.
Западный образ жизни и западное искусство оказывали давление на традиционные турецкие виды музыки, и они были отметены в сторону. Оперетта, танго, затем Чарльстон и фокстрот затмили канто. Популярность канто стала угасать, центры развлечений в городах сместились, а театры в Галата и Диреклерарасы были закрыты. Турецкие женщины-артистки были невосприимчивы к канто и предпочитали другие стили.
Примерно в 1935 году произошло возрождение интереса к канто. Сформировался новый вид, игнорирующий фундаментальные принципы старого канто, который был снова популярен. Канто теперь переместился с театральных подмостков на звукозаписывающие студии. В то время как темы, затронутые в текстах песен, были посвящены тем же самым отношениям между мужчиной и женщиной, смешанные с сатирическими переживаниями о модных явлениях и текущих событиях, песни были записаны на грампластинку под фонограф с учётом 78 оборотов пластинки в минуту. Звукозаписывающие лейблы приглашали таких музыкантов как Каптанзаде Али Рыза Бей, Рефик Ферсан, Драмалы Хасан, Садеттин Кайнак, Джюмбюш Мехмет и Мильдан Ниязи Бей. Макамы были одинаковыми, но инструменты изменились. В настоящее время канто сопровождается джюмбюшами (инструмент, похожий на безладовый банджо), уд и калпара. Фокстрот, Чарльстон и ритмы румбы доминировали. Мелодии сочинялись больше для прослушивания, чем для танца. Солисты-одиночки: Макбуле Энвер, Махмуре и Нериман; Бешикташлы Кемаль Сенман был самым востребованным певцом-мужчиной для исполнения в дуэте.
Среди тем, исследуемых новым кантоджу (с тур. kantocu — певец или композитор канто), самым частым объектом сатиры стала новая роль женщин, не соответствующая укладу Турецкой Республики. Песни вроде «Sarhoş Kızlar» (с тур. — «Пьяные женщины») или «Şoför Kadınlar» (с тур. — «Женщины-шофёры») исполнялись будто бы в месть за все страдания, которые они пережили в прошлом, находясь в руках мужчин. Другие актуальные песни, такие как «Daktilo» (с тур. — «Машинистка») об обществе Secretaries 7, «Bereli Kız» (с тур. — «Девушка с беретом») и «Kadın Asker Olursa» (с тур. — «Если бы женщины были солдатами»), были полны насмешек и издёвок.
Канто раннего периода, как и в пост-республиканский период, в основном питался культурой Стамбула. Большое и разнообразное население города было обеспечено как персонажами, так и событиями, которые были основой канто. Канто сильно повлиял на музыкальный театр. Римская (цыганская) музыка и культура, которая сама была объектом сатиры, оставила свой след в канто. Другое важное влияние оказала музыка румов, в том числе стамбульских.
Канто является больше обобщённым жанром, чем музыкальным термином. Любая мелодия, которая была вне музыкальной плоскости, всё, что касалось нынешних тенденций и вкусов; любая музыка, играемая с различными инструментами, которая была свободной ритмикой или какой-то повестью, были обозначены как канто; это был продукт средневекового города, городской культуры Стамбула.
Канто считался предвестником сегодняшней турецкой поп-культуры.

## Популярная музыка
Популярная музыка отличается от традиционных жанров стилями, которые вошли в турецкую музыкальную индустрию после падения Османской империи ввиду стремления к национальной модернизации в Турецкой Республике с 1924 года, открытия республики для западных музыкальных веяний и развития музыки внутри страны.

### Поп-музыка

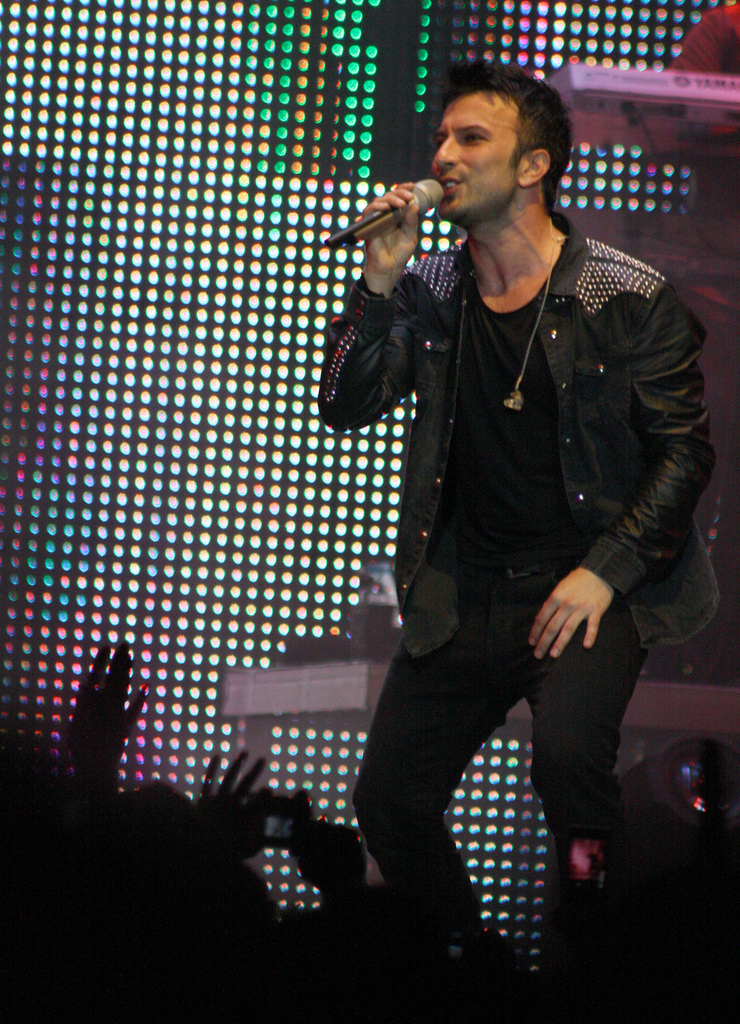
Концерт Таркана, 2011 г.

В конце 1950-х годов турецкая поп-музыка начала развитие с заимствования целого ряда иностранных популярных стилей, включая рок-н-ролл, танго и джаз. Позже появились хип-хоп, хеви-метал и регги.
Звездой эпохи аранжмана (с тур. aranjman — «аранжировка») 1970-х годов была Ажда Пеккан, которая также дебютировала вместе с Энрико Масиасом в концертном зале Олимпия в Париже, в то время как MFÖ (Мазхар-Фуат-Озкан) были знаменитой группой турецкой поп-сцены, с успехом сочетавшей турецкую просодию с западными стилями. Также одной из самых известных турецких поп-звёзд является Сезен Аксу. Она внесла значительный вклад в неповторимый турецкий стиль в поп-музыке, сделав его популярным в мире. Она также была одним из ярых сторонников участия Турции в музыкальном конкурсе «Евровидение». Её подопечная Сертаб Эренер выиграла конкурс в 2003 году.
Самыми популярными поп-звёздами в Турции являются Таркан, Мустафа Сандал, Кенан Догулу, Сердар Ортач и другие. Таркан добился успеха в Европе и Латинской Америке с его альбомом «Şımarık», композитором части песен которого также была Сезен Аксу. Мустафа Сандал также пользовался успехом в Европе с его синглом «İsyankar» в 2005 году.

### Турецкий хип-хоп
Турецкий хип-хоп создан турецкими трудовыми мигрантами в Германии, которые в своих текстах использовали тему разочарования отношением Германии к мигрантам. В 1995 году турецко-немецкая община создала хип-хоп-группу Cartel, которая вызвала разногласия в Турции и Германии из-за революционной тематики в текстах песен. Хип-хоп в настоящее время пользуется широкой популярностью среди молодого поколения в Турции. Ceza, Sagopa Kajmer, Gazapizm, Sansar Salvo, Pit10, Şehinşah, Hayki, Saian — популярные исполнители современной рэп-музыки в Турции. Другая популярная турецкая хип-хоп-группа называется Turks with Attitude, у которой есть популярный трек «My Melody», основанный на треке американского рэп-дуэта Eric B. & Rakim — «Check Out My Melody» с использованием арабески.

### Турецкий транс
Самый первый транс в Турции был написан Муртазой Ходжами и назван «Yalnızlık Düşünceler».

### Анатолийский рок
Турецкий рок начал развиваться с середины 1960-х годов, когда появились популярные рок-группы в США и Великобритании. Вскоре возникло своеобразное турецкое слияние рока и народной музыки, которое получило название анатолийский рок — определение, которое в настоящее время можно связать с большей частью турецкого рока. В 1970—1980-х, с развитием в США и Европе психоделического рока, в Турции он обрёл большую популярность из-за нередкого использования западными рок-группами восточных мотивов, например, в Pink Floyd. Эркин Корай, Джем Караджа, Сельда Багджан и Барыш Манчо — самые известные рок-исполнители, а Moğollar — самая известная группа старой классической анатолийской рок-музыки. Первые композиции Барыша Манчо относят к истокам анатолийского рока.

### Нашид
Исламский нашид (с ар. أناشيد — «песни») также очень популярен у некоторых турок. Самым популярным исполнителем нашида в Турции является британский певец азербайджанского происхождения Сами Юсуф, концерт которого в Стамбуле собрал более 200 000 человек. Другой популярный турецкий певец — Феридун Оздемир, который поёт в основном об Аллахе и истинной вере.

### Хеви-метал и индастриал
Турецкими группами, исполняющими рок в жанре хеви-метал и индастриал, являются Pentagram (за рубежом известна как Mezarkabul) и Almora. Известными сольными исполнителями являются Огюн Санлысой и Хайко Джепкин.

### Блэк-метал и дэт-метал
Турецкими андеграунд-группами, исполняющими рок в жанре блэк-метал и дэт-метал, являются Witchtrap, Ehrimen, Satanized, Godslaying Hellblast, Burial Invocation, Deggial, Decaying Purity.

### Поп-рок
В середине 1970-х годов на турецкой музыкальной сцене появился Бюлент Ортачгил, который для молодых музыкантов стал образцом для подражания.

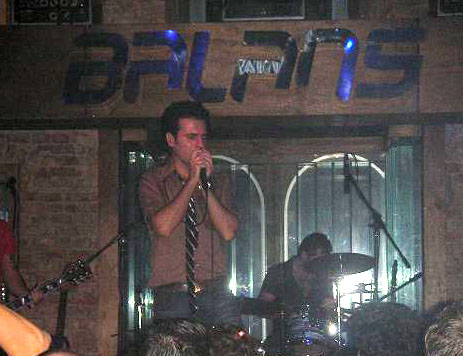
Концерт Теомана в Стамбуле

Другие успешные турецкие рок-группы с более западным звучанием — maNga, Duman и Mor ve Ötesi. Сольные рок-исполнители — Шебнем Ферах, Озлем Текин и Теоман. В Турции также проводятся многочисленные крупными рок-фестивали и мероприятия. Ежегодные рок-фестивали в Турции включают Barışarock, H2000, Rock’n Coke и RockIstanbul.

### Андеграундная и клубная музыка
В Турции много клубов, особенно в Эгейском регионе. Альтернативная музыкальная сцена, однако, происходит в основном из процветающей в Турции андеграундной клубной сцены Стамбула, в которой диджеи объединяют прошлое с настоящим, используя традиционные мотивы со звуками нью-эйджа и электронной музыкой. Мерджан Деде является одним из самых успешных диджеев Турции, смешивая транс с историческими и мистическими суфийскими песнями. Другим всемирно признанным исполнителем из андеграундной музыкальной сцены Турции является Мерт Юджел. Юджел выпустил первый в Турции альбом в жанре хаус.

### Влияние сирийских и других беженцев и иммигрантов на музыкальную культуру
Приток иммигрантов и беженцев из Сирии, Ирака, Пакистана, Центральной Азии и африканских стран повлиял на турецкий музыкальную культуру, особенно в Стамбуле. Такие группы, как Bandista, Country for Syria и Saktat, смешивают музыку разных общин беженцев в Стамбуле, чтобы создать смесь турецкого, арабского, греческого и западного стилей. Уличные музыканты сыграли важную роль в развитии этого стиля.

## Музыкальная индустрия
Турецкая музыкальная индустрия включает в себя ряд областей: от звукозаписывающих компаний до радиостанций и общественных и государственных оркестров. Большинство крупных звукозаписывающих компаний базируются в районе Ункапаны в Стамбуле, и они представлены Турецким обществом звукозаписи (MÜ-YAP). Крупнейшие звукозаписывающие компании производят материалы для артистов, которые подписались на лейбл, название торговой марки, часто ассоциируемое с конкретным жанром или музыкальным продюсером. Звукозаписывающие компании могут также продвигать и продавать услуги артистов с помощью публичных выступлений и концертов, а также выступления на телевидении.
В последние годы музыкальная индустрия Турции была втянута в скандалы в связи с ростом нелегальных скачиваний музыки, защищённой авторским правом, и ситуацией с интернет-пиратством в целом. 13 июня 2006 года Турецкое общество звукозаписи и The Orchard — ведущий дистрибьютор независимой музыки в мире, достигли соглашения о цифровой глобальной дистрибуции.
В Турции нет развитого рынка синглов, индустрия больше ориентирована на альбомы, хотя популярные певцы, такие как Ёнджа Эвджимик и Таркан, с успехом выпустили синглы. Большинство турецких музыкальных чартов не ориентируются на продаже альбомов, а измеряют популярность благодаря обратной связи от музыкальных клипов и радиослушателей.
Турецкие радиостанции часто транслируют популярную музыку. С появлением в начале 1990-х годов коммерческого радио и телевидения, в результате которого была прекращена монополия «Турецкой телерадиокомпании» (TRT), турецкие газетные медиамагнаты открыли большое количество теле- и радиокомпаний. Эти компании спонсируют различные музыкальные премии, такие как Kral TV, но большинство аккредитованных музыкальных премий основаны на продажах, предоставляемых такими промышленными обществами, как MÜ-YAP и MJS.
Хотя крупные звукозаписывающие компании доминируют на турецком музыкальном рынке, существует независимая музыкальная индустрия (инди-музыка). Инди-музыка в основном связана с локальными лейблами с ограниченным розничным распространением за пределами небольшого региона. Певцы иногда записываются для инди-лейбла, чтобы получить достаточное признание для подписания контракта с крупным лейблом; другие предпочитают оставаться на инди-лейбле в течение всей карьеры. Инди-музыка может создаваться в стилях, похожих на массовую музыку, но часто недоступна, необычна или непривлекательна для массового слушателя. Инди-музыканты часто выпускают некоторые или все свои песни в Интернете для бесплатного скачивания и прослушивания.
Одними из самых успешных турок за рубежом, связанных с инди-музыкой, являются Ахмет Эртегюн и его брат Несухи Эртегюн из Atlantic Records, которые оказали большое влияние на R&B и соул в Северной Америке и попали в Зал славы рок-н-ролла.

## Музыкальное образование

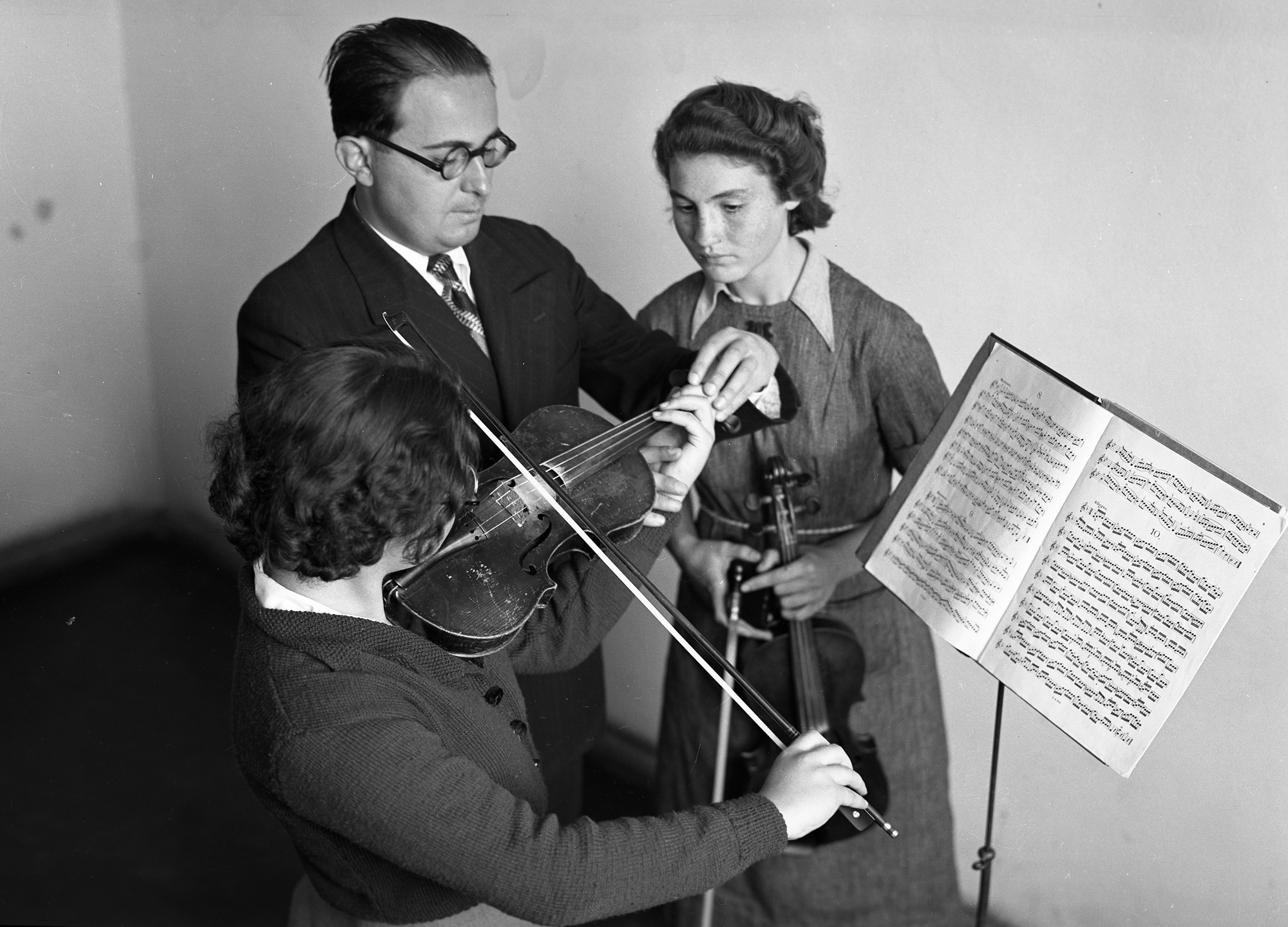
Школа преподавателей музыки, 1930-е гг. (ныне Анкарская государственная консерватория)

Музыка занимает место в образовании в Турции и является частью большинства или всех школьных систем в стране. Высшие школы обычно предлагают занятия по пению, в основном хоровые и инструментальные в форме большой школьной группы или социальных клубов и сообществ для турецкой классической или народной музыки, известных как джемиет (с тур. cemiyet — «сообщество»). Музыка также может быть частью театральных постановок, исполняемых отделением драмы в школе. Многие государственные и частные школы спонсировали музыкальные клубы и группы, чаще всего включающие маршевую группу, которая проводит марши Мехтер на школьных фестивалях. Тем не менее, классное время, уделяемое музыке в школах, ограничено, и большая часть турецких детей и взрослых имеет ограниченные музыкальные способности.
Высшее образование в области музыки в Турции в основном базируется на крупных университетах, связанных с государственными музыкальными академиями и консерваториями. Консерватория обычно является отделом университета, а не отдельным учреждением. В то время как многие студенты вступают в консерватории в обычном возрасте для поступления в университет, в некоторых консерваториях также есть лицей — специализированная музыкальная школа для детей в возрасте от 14 до 18 лет. Консерватории часто имеют отдел музыковедения и проводят исследования по многим стилям музыки, в особенности турецким традиционным жанрам, а также хранят базу данных звуков в своих звуковых библиотеках.

## Праздники и фестивали
Музыка — важная часть некоторых турецких праздников и фестивалей, особенно играющих важную роль в праздновании Навруза и религиозных празднеств, таких как Рамадан. Новый год — традиционное время для танцоров танца живота, свадьбы празднуются под весёлые мелодии, а похороны оплакиваются под жалобную музыку. «Марш независимости» — важная часть праздников Национальной независимости и Международного дня защиты детей состоялись 23 апреля и 30 августа в День Победы — праздник, который посвящён Войне за независимость Турции. Музыка также играет роль на региональных фестивалях, которые отмечаются по всей стране, например, на музыкальном и танцевальном параде и фестивале в Зонгулдаке.
Стамбул, Анкара и Измир также являются домом для многочисленных музыкальных фестивалей различных стилей, от блюза и джаза до инди-рока и хеви-метала. Некоторые музыкальные фестивали строго локальны по своим масштабам и управляются местными промоутерами. В последнее время крупные компании безалкогольных напитков организовывают свои музыкальные фестивали, такие как Rock’n Coke и Fanta, которые привлекают огромные толпы людей.